# Campionat d'Espanya d'hoquei sobre patins en línia femení
El Campionat d'Espanya d'hoquei sobre patins en línia femení (en castellà: Campeonato de España de hockey línea femenino) va ser una competició esportiva de clubs espanyols d'hoquei sobre patins en hoquei línia, creat durant la dècada del 1990. De caràcter anual, estava organitzada per la Real Federació Espanyola de Patinatge. Els equips participants disputaven una fase final a una seu neutral i en format d'eliminació directa, que determinava el campió de la competició. Els equips catalans van dominar el campionat. La temporada 2006-07 va ser substituïda per la Lliga espanyola d'hoquei sobre patins en línia femenina.

## Historial
| En negreta = Equip guanyador (1) = Nombre de campionats (pro.) = Prórroga (p.) = Penaltis Nota: Noms dels equips segons l'època |

| Edició | Temporada | Data       | Campió                    | Resultat | Finalista      | Seu                                   | refs        |
| ------ | --------- | ---------- | ------------------------- | -------- | -------------- | ------------------------------------- | ----------- |
|        | 1999      |            | Club Escolapis Sarrià (1) |          |                |                                       | [ 2 ]       |
|        | 2000      |            | Club Escolapis Sarrià (2) |          |                |                                       | [ 2 ]       |
|        | 2001      |            | CH Sant Andreu (1)        |          |                |                                       | [ 2 ]       |
|        | 2002      | 04-05-2002 | CH Sant Andreu (2)        | 5-2      | Rayos Elx      | Pavelló de Sant Andreu, Barcelona     | [ 2 ]       |
|        | 2003      | 13-05-2003 | CH Sant Andreu (3)        | 5-1      | CPL Valladolid | Gandia                                | [ 3 ]       |
|        | 2004      | 25-04-2004 | CPL Valladolid (1)        | 3-2      | CH Sant Andreu | Igualada                              | [ 4 ]       |
|        | 2005      | 25-04-2005 | AE Sant Andreu (4)        | 4-1      | HL Madrid      | Lugo                                  | [ 5 ]       |
|        | 2006      | 22-04-2006 | CHL Jujol (1)             | 4-3      | CPL Valladolid | Poliesportiu del Mig, Sant Joan Despí | [ 6 ] [ 7 ] |